# Goldbeck (Rinteln)
Goldbeck ist ein Dorf im Weserbergland und der südlichste Ortsteil der Stadt Rinteln im Landkreis Schaumburg in Niedersachsen.

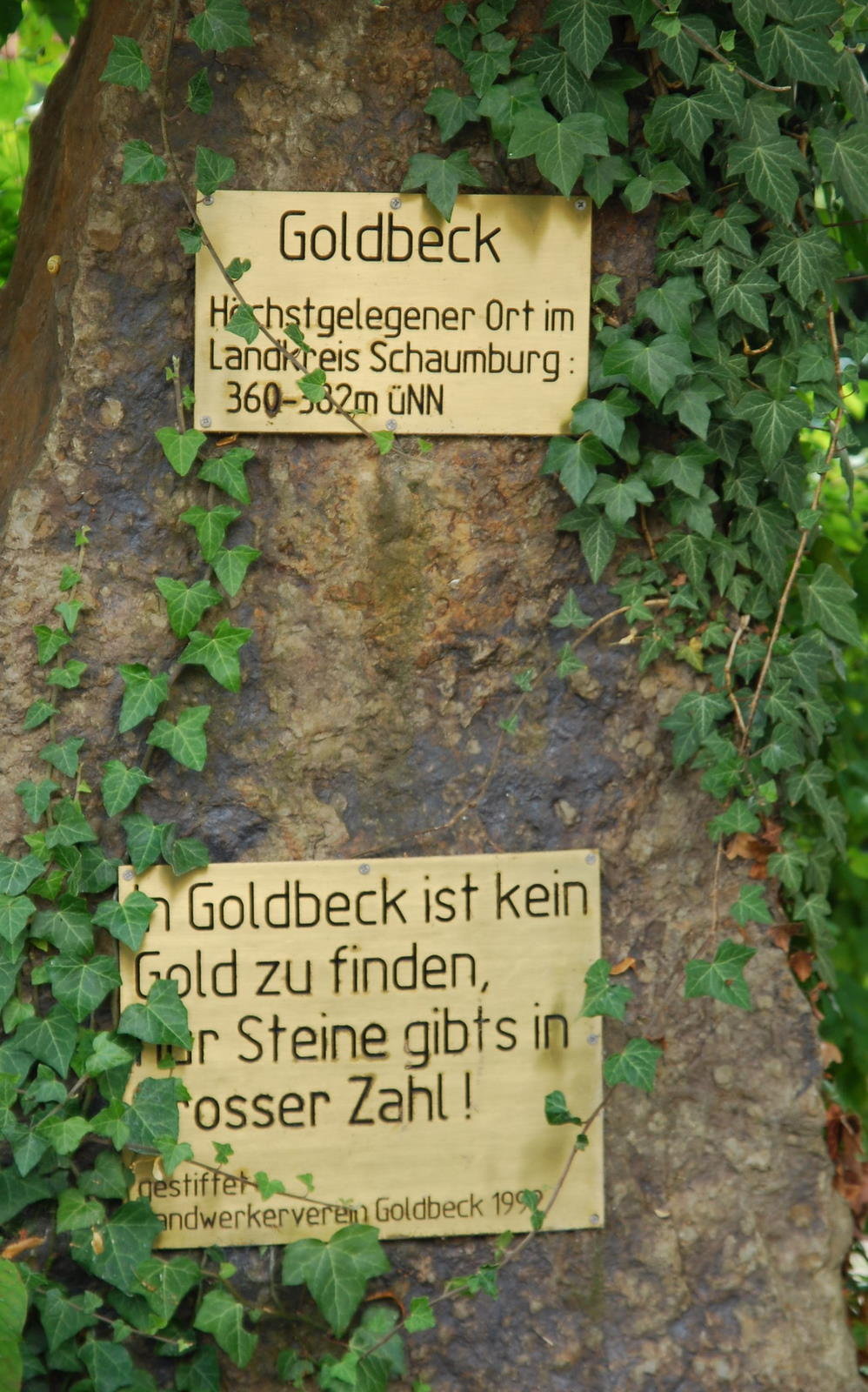
Gedenkstein

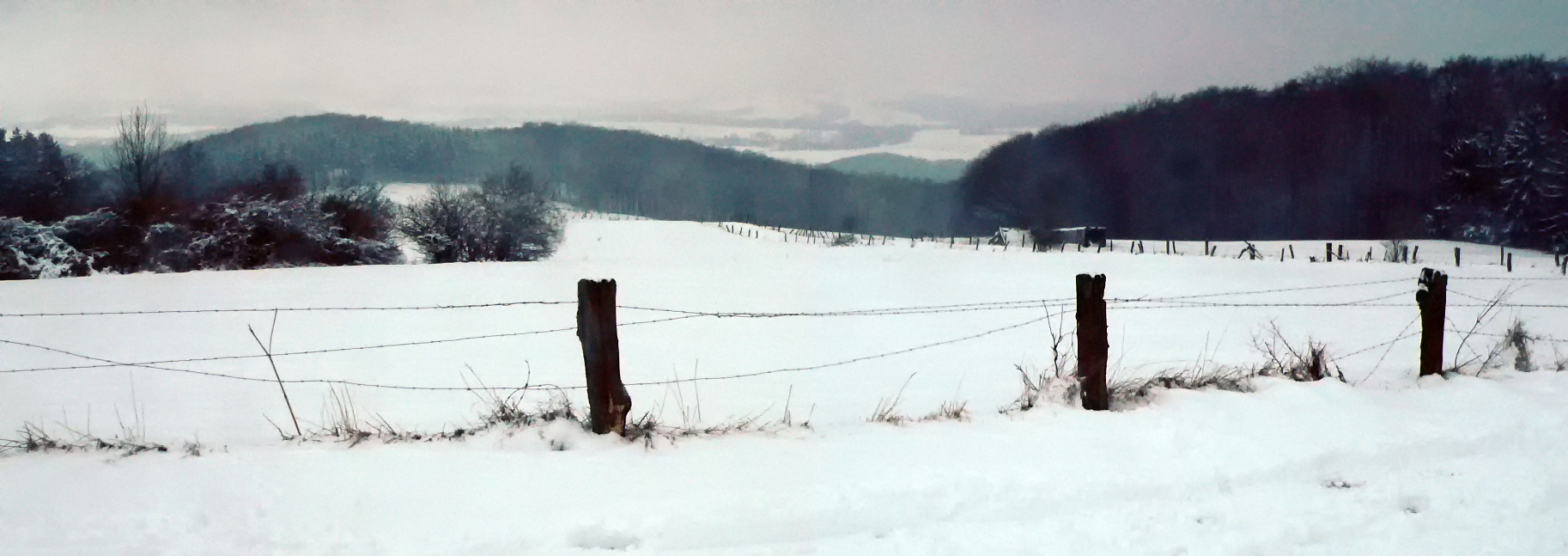
Goldbeck Winterlandschaft

## Geografische Lage
Der Ort liegt 10 Kilometer südöstlich der Kernstadt von Rinteln und 14 Kilometer westlich von Hameln südwestlich der Weser zwischen 320 Metern und 378 Metern. Auf dem Hochplateau ist der Ortsteil Klein Goldbeck, der einen Kilometer nördlich von Goldbeck liegt, mit einer Höhe von 378 Metern einer der höchsten Orte im Weserbergland, und der höchste Punkt des Kreises Schaumburg. Zur Ortschaft gehört der Wohnplatz Neu- und Klein Goldbeck.

## Geschichte
Goldbeck wird erstmals 1013 als Goltbiki oder Goltbike urkundlich erwähnt. Weitere Schreibweisen waren 1016 Golthbeke, 1052 Goltpeche und 1564 Goltbecke. Verwaltungsmäßig gehörte Goldbeck zum Amt Schaumburg und hier zum Einzugsbereich der Vogtei Rumbeck. Mit der Teilung der Grafschaft Schaumburg 1648 kam der Ort zum hessischen Teil und gehörte somit zu Hessen-Kassel. 1932 erfolgte die Angliederung an die Provinz Hannover. Auch hier war der Kreis Schaumburg zuständig.
Da die Landwirtschaft auf den weniger fruchtbaren Böden zu Beginn des 19. Jahrhunderts kaum noch die Bevölkerung ernähren konnte, entstanden zahlreiche Handwerksbetriebe, vor allem Hausleinenwebereien, die den Ort auf Grund der hier hergestellten Erzeugnisse zeitweise überregional bekannt machten. Seit dem 1. März 1974 ist Goldbeck ein Ortsteil der Stadt Rinteln.
Während des Kalten Krieges unterhielten die niederländischen Streitkräfte von 1965 bis 1994 auf dem Hasselberg einen Militärstützpunkt für die mobilen Flugabwehrraketen vom Typ MIM-23 HAWK, ab 1988 MIM-104 Patriot. 1995 wurde die Raketenstellung aufgegeben.

## Politik
Goldbeck bildet mit Friedrichswald, Wennenkamp und Uchtdorf innerhalb der Stadt Rinteln die Ortschaft Taubenberg.
Der Ortsrat setzt sich seit der Kommunalwahl am 11. September 2011 wie folgt zusammen:
- 4 Sitze SPD
- 1 Sitz Bündnis 90/Die Grünen
- 2 Sitze werden von Einzelbewerbern besetzt.

Ortsbürgermeister ist Bodo Budde.

## Vereine
- Freiwillige Feuerwehr Goldbeck. Sie sorgt für den Brandschutz und allgemeine Hilfe.
- Dorfgemeinschaftshaus Goldbeck e. V.
- Zieglerverein von 1894
- Sportverein (SV) Goldbeck
- Handwerkerverein Goldbeck

## Schulisches
- Für die vorschulische Erziehung ist ein Kinderspielkreis vorhanden.
- Seit 1829 ist ein Schulhaus bekannt. Bis Mitte der 1960er Jahre gingen die Kinder vor Ort zur Schule. Seit der Zeit gehört Goldbeck zum Schuleinzugsbereich Bösingfeld in der Gemeinde Extertal im Kreis Lippe. Weiterführende Schulen befinden sich in Rinteln und Hameln.

## Kirchliches
- Die Mehrheit der Bevölkerung ist evangelisch-reformiert. Die Gläubigen gehören zur Kirchengemeinde Bösingfeld und damit zur Lippischen Landeskirche.
- Die katholischen Christen gehören zur Pfarrgemeinde St. Sturmius in Rinteln.

## Umwelt und Natur
- In der Ortslage befindet sich die Goldbachquelle.
- Goldbeck liegt im Landschaftsschutzgebiet Weserbergland[3].
- Weiterhin gehört die Gemarkung zum Naturpark Weserbergland Schaumburg-Hameln.
- Ausgewiesen sind zwei Naturschutzgebiete:
  - Tiefe Sohle: Auf 14,4 Hektar sind extensiv genutzte Grünflächen mit dazwischen liegenden Hecken und Feldgehölzen geschützt. Einbezogen sind auch zwei Fischteiche und kleine Nadelholzbestände. Herausragendes Merkmal ist jedoch eine Orchideenwiese.
  - Tonstich bei Goldbeck: Das Naturschutzgebiet umfasst ein Feuchtgebüsch mit kleinen wassergefüllten Senken. Diese sind als Tonstiche entstanden und weisen stellenweise niedermoorähnliche Verhältnisse auf. Viele daran gebundene Tier- und Pflanzenarten haben sich hier niedergelassen.

## Allgemeine Daten
- Einwohner: 465 (Stand am 31. Dezember 2012)
- Kfz-Kennzeichen: SHG, (alternativ: RI)
- PLZ: 31737